# Colorado (fiume Argentina)
Il Colorado è un fiume del sud dell'Argentina. Comunemente (anche se non corrisponde esattamente) è utilizzato in maniera convenzionale per segnalare il confine settentrionale della Patagonia argentina.
Le sue sorgenti si trovano nella Cordigliera delle Ande (approssimativamente a 36°09′02″S 70°23′47″W), tra il Mary a nord e le falde del Vulcano Domuyo a sud, a pochi chilometri dalla località argentina di El Montón, praticamente ad est del passo transandino chiamato "Paso Barrancas".
Questo importante corso fluviale si chiama, nel suo tratto andino río Barrancas; fino ai 36º4°, il suo principale affluente, il río Grande (del Comahue), segue una direzione est-sudest fino alla sua foce, formando un delta nell'Oceano Atlantico entro il limite patagonico della provincia di Buenos Aires; il delta è formato da tre diramazioni principali. La più settentrionale è quella che sbocca a Punta Laberinto verso i 39°52′35″S 62°07′46″W;
questo ramo è molto spesso in secca a causa dei molti detriti, per questo motivo è attivo solo durante i periodi di piena.
Circa 20 km a sud si trova la foce principale, che corrisponde al tratto chiamato Río Colorado Chico o Río Colorado Nuevo.
Ancora 10 km a sud si trova il cosiddetto Río Colorado Viejo, alla cui foce si trova il punto di attracco denominato "Fondeadero Riacho Azul" ed alcune isole, già nelle acque del Mar Argentino, tra le quali spicca l'isola chiamata Otero.
Fino al 1914 il fiume Colorado propriamente detto nasceva da un grande lago di origine glaciale che aveva un'estensione di più di 1.000 km². Tale superficie lacustre era chiamata dai Mapuches "Cari Lauquen" (= "Cari": nero; "lauquen": grande quantità d'acqua), ma in quell'anno la morena frontale che conteneva il lago franò parzialmente. Il collasso è stato attribuito all'effetto cumulativo secolare dell'attività sismica (attività moderata nella regione). Inoltre, si può ipotizzare con molta probabilità una sequenza diretta di origine antropica: essendo state prosciugate le lagune di Guanacache e altre grandi riserve idriche superficiali e sotterranee del Cuyo e del Comahue, è probabile che si sia creato uno squilibrio geologico regionale che ha facilitato il crollo della morena frontale che conteneva il Cari Lauquén.
È evidente che il grande lago Cari Lauquén scomparve catastroficamente; al suo posto rimasero le cosiddette Laguna Fea, Laguna Negra e Laguna Cari Lauquen, ai confini andini delle province di Mendoza e Neuquén.
Lasciate le Ande il fiume Colorado scorre lungo una valle stretta attraversando un territorio arido, formando con il rio Negro una mesopotamia, per quanto riguarda il fiume Colorado, che serve da frontiera tra le province di Mendoza e Neuquén e le altre province chiamate La Pampa e Río Negro. Tale valle si trova ancora nel 2005 con una popolazione dispersa e ridotta, avendo il suo principale centro nella città pampeana, di 25 de Mayo. In prossimità, si trova l'importante diga (con un lago artificiale) chiamata Casa de Piedra o Rucacurá.
La portata media attuale (febbraio 2006) è di 130 m³/s, sebbene ci siano periodiche crescite cicliche in periodi di 11 anni. In tali periodi, la portata può arrivare a 11.000 m³/s.
Tutti gli anni la portata massima si riscontra nei mesi di agosto e settembre (epoca di disgelo), mesi nei quali la portata è di circa 500 m³/s.
Il bacino del fiume Colorado al presente (febbraio del 2006), è ridotto a 70.000 km². Senza dubbio il bacino del Colorado si collega naturalmente con il bacino del fiume Desaguadero argentino attraverso il canale naturale chiamato Curacó che confluisce nel Colorado verso i 38°50′07″S 64°58′47″W; quando succede, il bacino del Desaguadero diviene tributario del bacino del fiume Colorado argentino, ampliando così il bacino totale fino a 350.000 km².
È così che il bacino del fiume, sebbene attualmente non sia il secondo per portata, è il secondo in estensione del paese.
Nonostante la scarsa portata d'acqua che ha avuto nel corso del XX secolo, potenzialmente sarebbe un'importante via navigabile se si regolassero gli invasi dei suoi affluenti.
Se quest'opera si realizzasse, il fiume Colorado risulterebbe (mediante chiatte o altre imbarcazioni di stazza piccola o media) lo sbocco naturale altamente economico alla produzione del Cuyo e del Comahue.